# Aqüeducte de Sant Pere de Riudebitlles
L'Aqüeducte de Sant Pere de Riudebitlles és una obra del municipi de Sant Pere de Riudebitlles (Alt Penedès) inclosa en l'Inventari del Patrimoni Arquitectònic de Catalunya. És un aqüeducte amb un arc de grans dimensions a un costat i dos pisos de dos arcs a l'altre costat.

## Història
L'abat de Montserrat feu construir l'aquaducte el 1721. San Pedro de Riiudevitlles: "La población se abastece del agua de la rivera de Mediona mediante un acueducto construïdo en 1721 por el monasterio de montserrat, con los diezmos que cobraba de San Pedro de Riudevitlles, que perteneció a su jurisdiccion. (Enciclopedia Espasa)